# Priconodon
Priconodon — рід птахотазових динозаврів родини Nodosauridae.

## Історія дослідження
Геологічна служба США була зацікавлена у встановленні віку формації Потомак в Меріленді, що на другу половину 19-го століття залишався таємницею. Для розв'язання цієї проблеми звернулись до Марша, одного з найвпливовіших палеонтологів того часу, з тим, що мав встановити відносний вік формації за фауною хребетних, якщо такі будуть знайдені; Марш, своєю чергою, доручив польову роботу Гетчерові, сам тільки описавши зразки видобуті за 2 місяці розкопок. Видобуто було переважно рештки динозаврів та ще деяких хребетних (крокодили, черепахи, риби), тим часом як молюски порівняно рідкісні. Серед динозаврів він назвав завроподів Pleurocoelus nanus і P. altus (пізніше обох було визнано синонімами Astrodon johnstoni), теропода Allosaurus medius і Priconodon crassus.

## Опис
Зуби Priconodon вирізняються серед інших нодозаврид за рахунок їхніх розмірів; обідка помітнішого, ніж у Sauropelta, але менш помітного, ніж у Panoplosaurus, Edmontonia чи Silvisaurus; порівняно короткою протяжністю зубчиків уздовж коронки, на відміну від Edmontonia, Panoplosaurus, Silvisaurus чи Stegopelta; відсутністю різкого виступу обідка на зразок наявного у вище згаданих нодозаврид.